# Castrocielo
Castrocielo là một đô thị thuộc tỉnh Frosinone trong vùng Lazio nước Ý. Đô thị này có diện tích 27 km², dân số 3749 người.
Đô thị này giáp các đô thị sau: Aquino, Colle San Magno, Piedimonte San Germano, Pontecorvo, Roccasecca.